# Bruxo (classe de personagem)
Em jogos de RPG, o Bruxo é uma classe de personagens típica de cenários de fantasia medieval, dentre os quais se destacam os jogos Dungeons & Dragons, mais conhecido como D&D e Pathfinder Roleplaying Game. Uma classe dá habilidades (ou perícias) exclusivas para o personagem de cada classe.
Um Bruxo tem poderes idênticos aos de um mago, com a diferença de que feiticeiros podem lançar magias sem a preparação prévia. Muitas vezes, em alguns jogos e filmes, magos e feiticeiros são considerados como uma só classe. Porém, em jogos, como D&D e NWN, essas são duas classes distintas. Da mesma forma que magos, Bruxos usam magia arcana.
Um mago prepara poções e magias, diferentemente, bruxos tem poderes mágicos graças a um pacto com forças ocultas e sombrias, e as criam e controlam da forma que querem sem dificuldades maiores. Porém, em alguns jogos, magos podem aprender magias novas lendo pergaminhos e livros, e bruxos estão restringidos à isso. Além do mais, magos nunca se cansarão pelo uso da magia, porém bruxos, por usar magia provinda dele mesmo, causa um grande desgaste físico/mental. Isso pode trazer desvantagens, pois se muito dependentes da magia, quando sem a mesma, ficam indefesos. A vantagem é que as chances da magia falhar é muita pequena, se consideradas a de um mago. Um bruxo só pode usar essa classe se fizer o pacto místico. Os magos não possuem nenhum poder natural. Apenas as de estudar e aprender a controlá-las.

## Características de Classe
A seguir temos uma noção geral das características e habilidades comuns da classe mago na maioria dos jogos de RPG.

### Arauto Arcano
O Bruxo se vale basicamente de seu uso de poder arcano em combate.

### Magos, Feiticeiros e Bruxos no sistema D&D
Magos são muitas vezes comparados aos feiticeiros por seus usos de magia arcana, e até ditos que são o mesmo que feiticeiros. Porém, não são o mesmo no sistema D&D. Neste sistema, os magos tem algumas desvantagens e vantagens sobre os feiticeiros, 
- Nescessitam de preparação prévia da magia, antes do uso
- Seus feitiços são muitas vezes, falhos
- Não tem o potencial dos feiticeiros em questão de poder e controle sobre o mesmo

Porém, também tem algumas vantagens sobre os feiticeiros, como:
- Criação de itens mágicos
- Capacidade de aprender magias novas, lendo pergaminhos e livros
- O uso de Talentos Meta-mágicos
- Aprendizagem mais rápida de níveis de magia mais elevados

A diferença real entre magos e feiticeiros é que os feiticeiros utilizam a mão, ou capara ampliar suas habilidades, já os magos são dependentes de l
Notas
1. ↑  Leonel Caldela "Feiticeiro - Características de classe" (2008). Dragon Slayer #21. Editora Escala
2. ↑  Skip Williams (13 de janeiro de 2005). «Sorcerers with Class». Dungeons and Dragons

Web
- (em inglês) System Reference Document v3.5 Sorcerer
- «Sorcerer» (em inglês). no Pathfinder Roleplaying Game Reference Document